# Chiesa di Santa Cunegonda
La chiesa di Santa Cunegonda (in francese église Sainte-Cunégonde de Luxembourg) è una chiesa cattolica situata nel quartiere di Clausen della città di Lussemburgo in Lussemburgo.

## Storia
La chiesa risalirebbe, nelle sue vestigia, al medioevo. Il quartiere di Clausen in cui si trova divenne una parrocchia autonoma soltanto nel 1865, quando venne separato dalla parrocchia di San Michele. In quello stesso anno venne costruita anche la chiesa nelle sue forme odierne, progettata dall'architetto Charles Arendt e consacrata dal vescovo Nicolas Adames. 
Nel 1875 venne installato un primo organo, opera dalla fabbrica di organi Breidenfeld di Treviri, successivamente modernizzato nel 1930.
Nel 1958 la chiesa fu completamente restaurata, ma già nel 1964 subì gravi danni a causa di un incendio. Tuttavia, in occasione del suo centenario, il 10 ottobre 1965, venne nuovamente restaurata e messa a nuovo.

## Galleria d'immagini

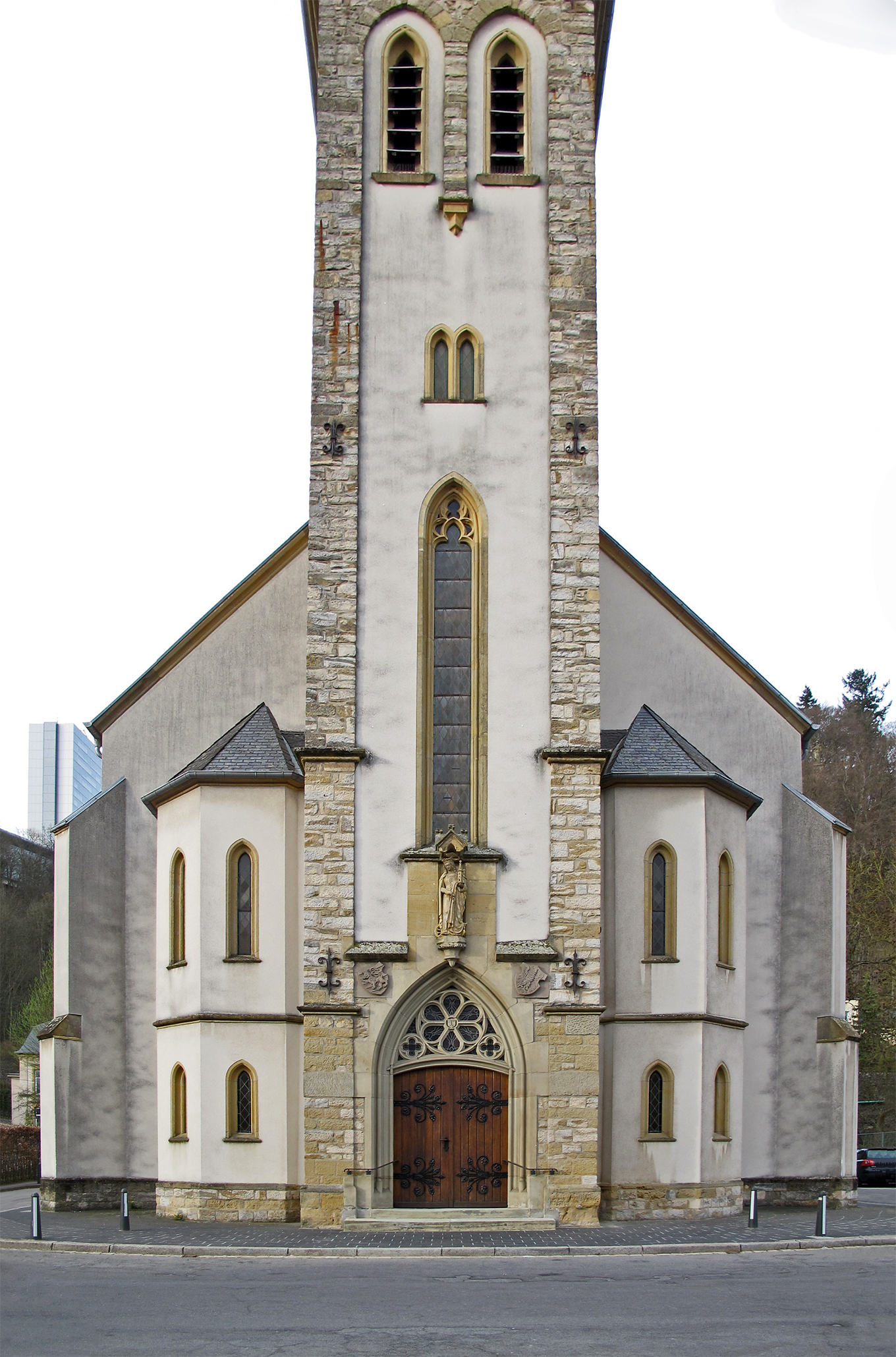
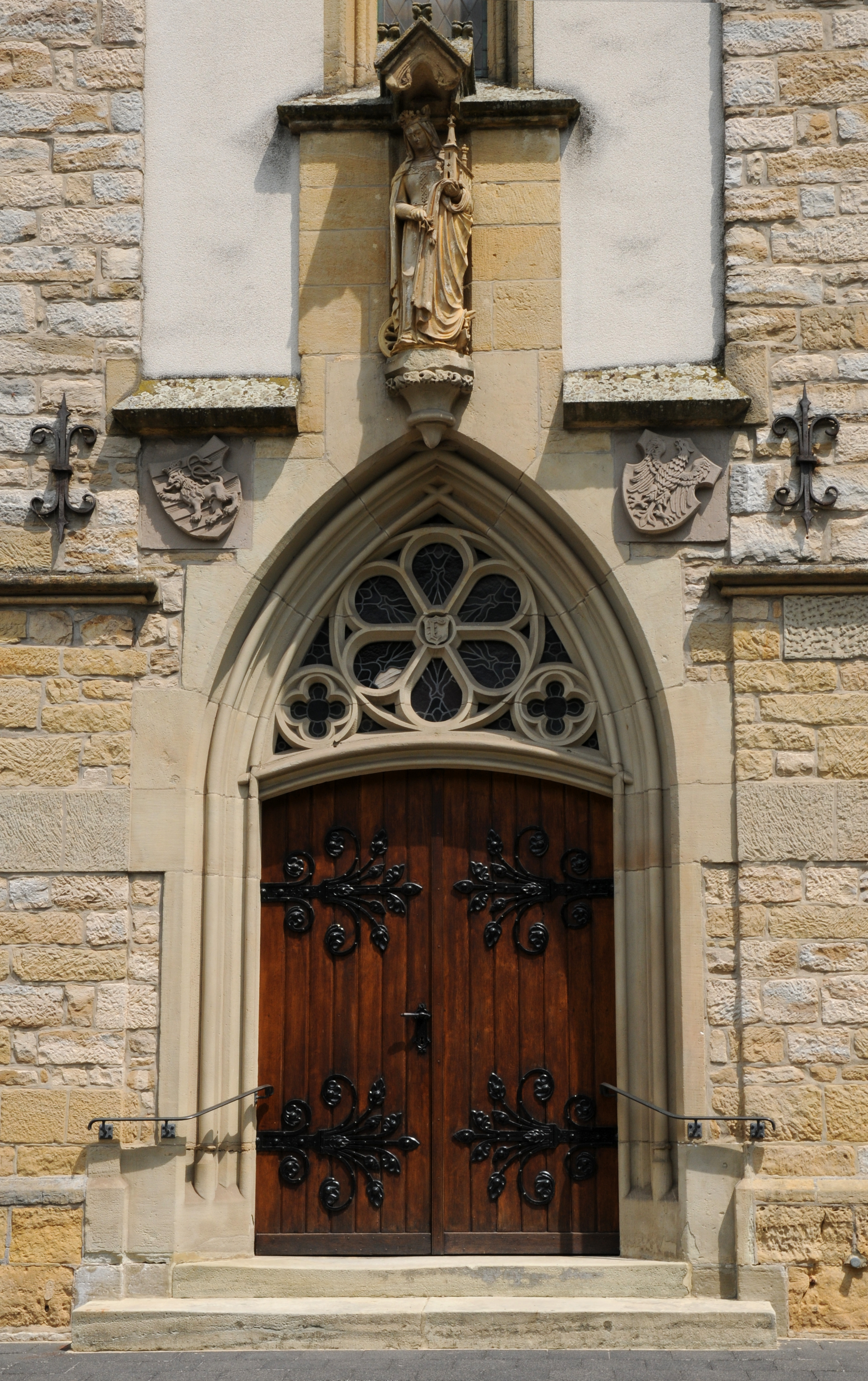
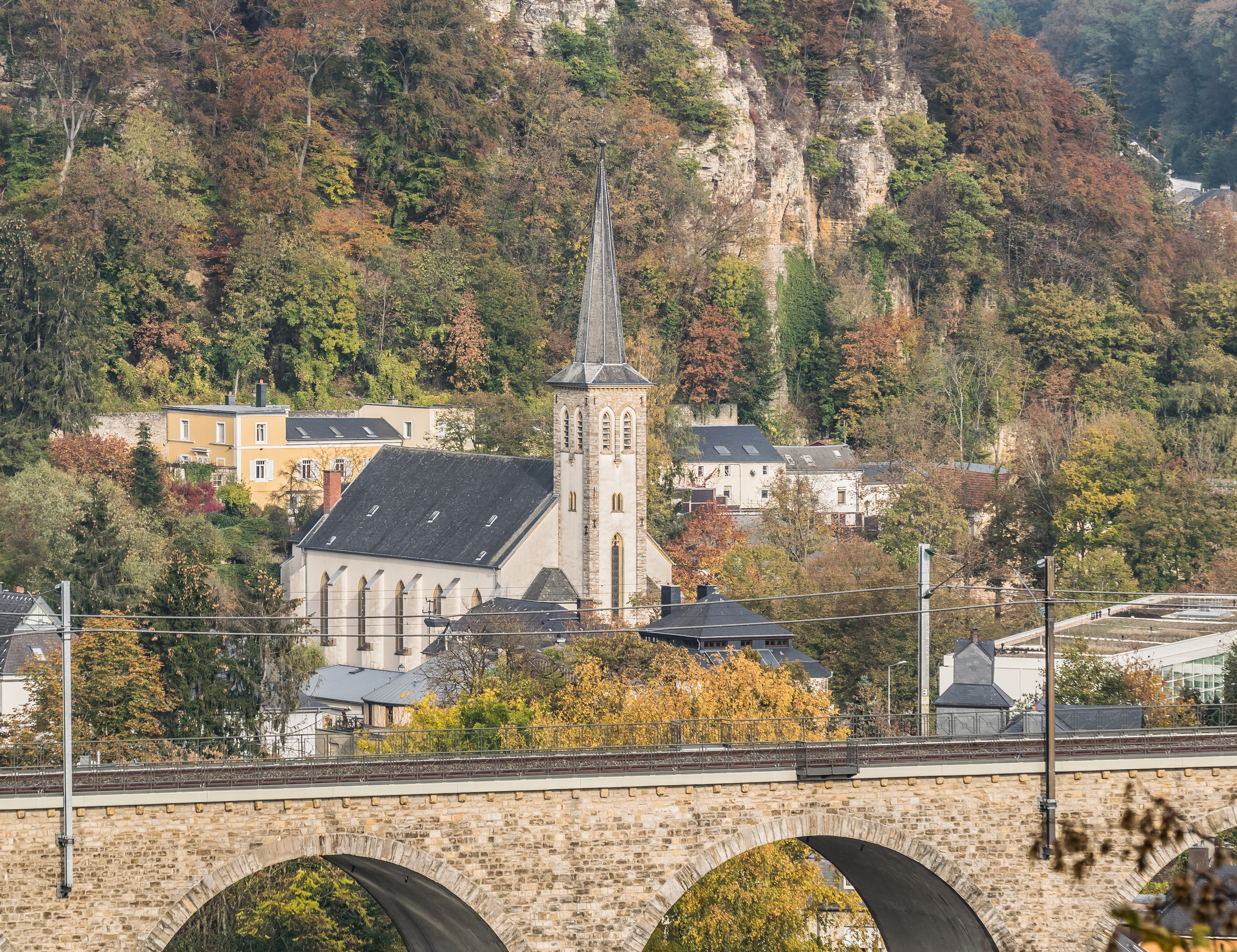